# English Coonhound
L'English Coonhound, appelé aussi l'American English Coonhound ou le Redtick Coonhound est une race de chiens.
Au XVIIe siècle, les colons installés en Virginie firent venir des saint hubert pour faire garder les villages. Au milieu du XVIIIe siècle, ils les croisèrent avec d'autres chiens pour créer des chiens capables de chasser l’opossum et le raton laveur de nuit.